# Anopheles omorii
Anopheles omorii är en tvåvingeart som beskrevs av Albino Morimasa Sakakibara 1959. Anopheles omorii ingår i släktet Anopheles och familjen stickmyggor. Inga underarter finns listade i Catalogue of Life.